# Koza (Groß Neukirch)

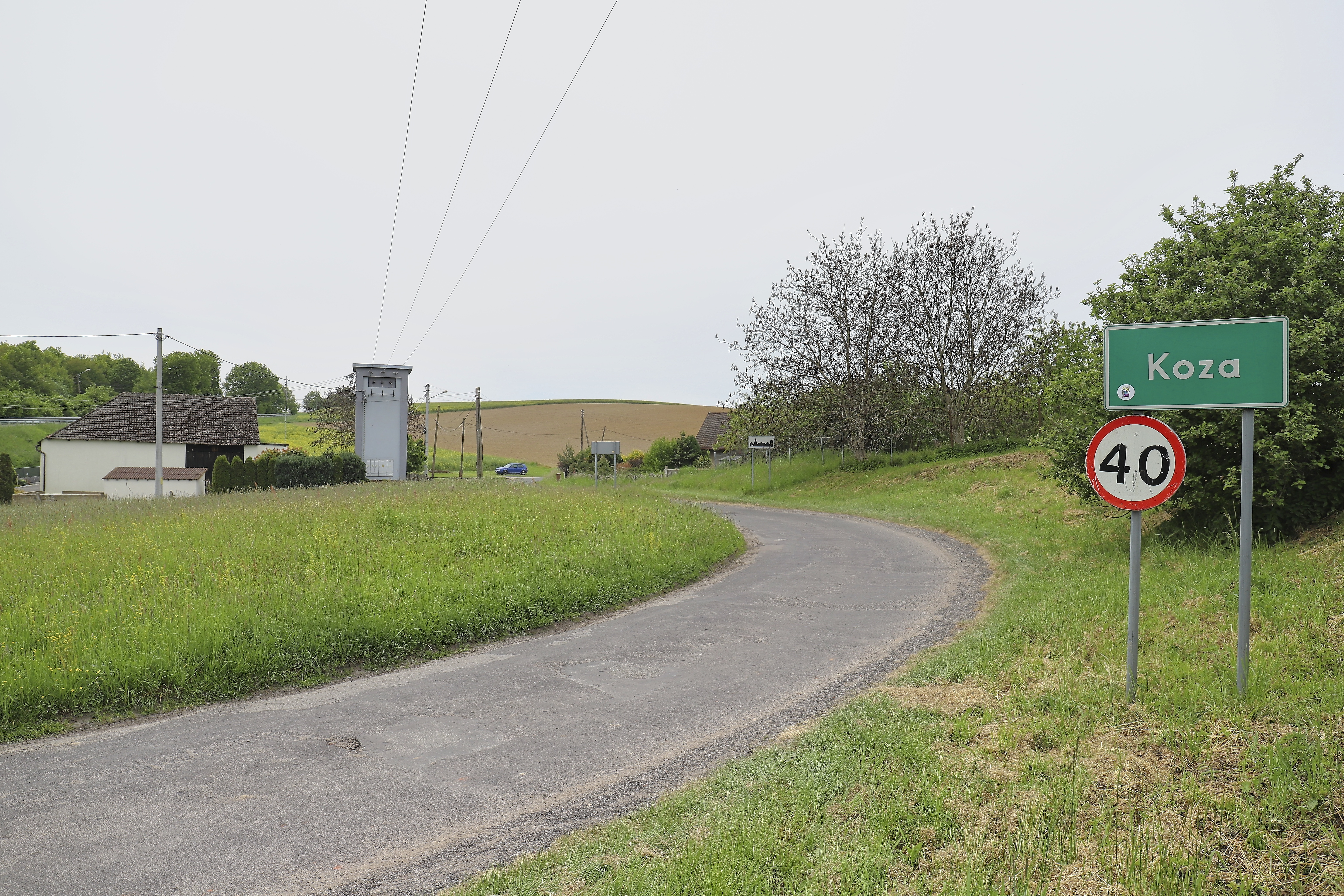
Ortseingang

Koza (deutsch Heinrichsdorf) ist ein Ort in der Landsgemeinde Groß Neukirch  (Polska Cerekiew) im Powiat Kędzierzyńsko-Kozielski der Woiwodschaft Opole in Polen.

## Geographie
Koza liegt rund acht Kilometer südwestlich von Groß Neukirch, 22 Kilometer südlich von Kędzierzyn-Koźle (Kandrzin-Cosel) und 55 Kilometer südlich von Opole.

## Geschichte
Heinrich Stritzki, der bis 1819 Besitzer von Wronin war, hatte noch zu der Zeit, als er im Besitz von Wronin war, die Kolonie Heinrichsdorf gegründet. Dort ließ er Kolonisten aus Sachsen und der Mark ansiedeln.
Bei der Volksabstimmung in Oberschlesien am 20. März 1921 stimmten im Ort 131 Wahlberechtigte für einen Verbleib Oberschlesiens bei Deutschland und 17 für eine Zugehörigkeit zu Polen. Heinrichsdorf verblieb nach der Teilung Oberschlesiens beim Deutschen Reich. Bis 1945 befand sich der Ort im Landkreis Cosel.
Infolge des Zweiten Weltkrieges kam der Ort 1945 unter polnische Verwaltung, wurde der Woiwodschaft Schlesien angeschlossen und in Koza umbenannt. Der Landkreis Cosel wurde in Powiat Kozielski umbenannt. 1950 kam der Ort zur Woiwodschaft Opole. 1975 wurde der Powiat Kozielski aufgelöst. 1999 kam der Ort zum neugegründeten Powiat Kędzierzyńsko-Kozielski.